# Купреянов Микола Миколайович
Купреянов Микола Миколайович (рос. Купреянов Николай Николаевич) — російський художник-графік.

## Життєпис
Народився в містечку Вроцлавськ, Варшавська губернія, Російська імперія. Походив з дворянської родини. Батько — Купреянов Микола Миколайович. Мати — Мягкова Марія Генадіївна. За походженням — родина була родичами дворянського роду Лермонтових, з якого походив і російський поет Лермонтов Михайло Юрійович.
Юнаком навчався в уславленому Тенішевському училищі (котре закінчив 1912 року), найкращому на той час приватному навчальному закладі російської столиці, а потім в Імператорськомуй Петербурзькому університету на юридичному факультеті.
Маючи покликання до мистецтва водночас навчався в художній майстерні Анни Остоумової-Лебедєвої (1912—1917), де вивчав техніку деревориту, котрий відродили петербурзькі художники і надали останньому нове художнє життя. Практикував також в майстерні Д. Н. Кардовського (1912—1914), недовго — в студії Петрова-Водкіна (1915—1916). До жовтневого перевороту 1917 року встиг відвідати закордонні держави, подорожував у Німеччині і в Італії.
Був володарем садибки Селище неподалік від міста Кострома. Перебрався на житло в Москву. Працював викладачем у Вищому інституті фотографії та фототехніки (з 1921 року) і у Вищих художньо-технічних майстернях (Вхутемас, 1922—1933 рр). Був членом художніх спілок ОСТ та «Чотири мистецтва».
Працював художником-ілюстратором у радянських журналах «Безбожник», «Крокодил», «Піонер» та інших. Працював також художником-графіком і художником книги.
У липні 1933 року потонув у річці Уча под Москвою. Похований на Новодівочому кладовищі.

## Родина
Був двічі одружений.
- Перша дружина — Наталя Сергіївна Ізнар (жінка-художниця 01.02.1893 — 10.07.1967).
- Друга дружина — Віра Яківна Каган-Шабшай (викладач 1905— 08.04.1988) Подружжя мало сина Якова (08.09.1932 — 25.03.2006), що теж став художником.

## Галерея малюнків

«Арба», до 1931 р.
«Зима в садибі Селище», 1924 р.
«Сосни», до 1931 р.
«Пейзаж на Кавказі », до 1931 р.

## Плакати роботи художника

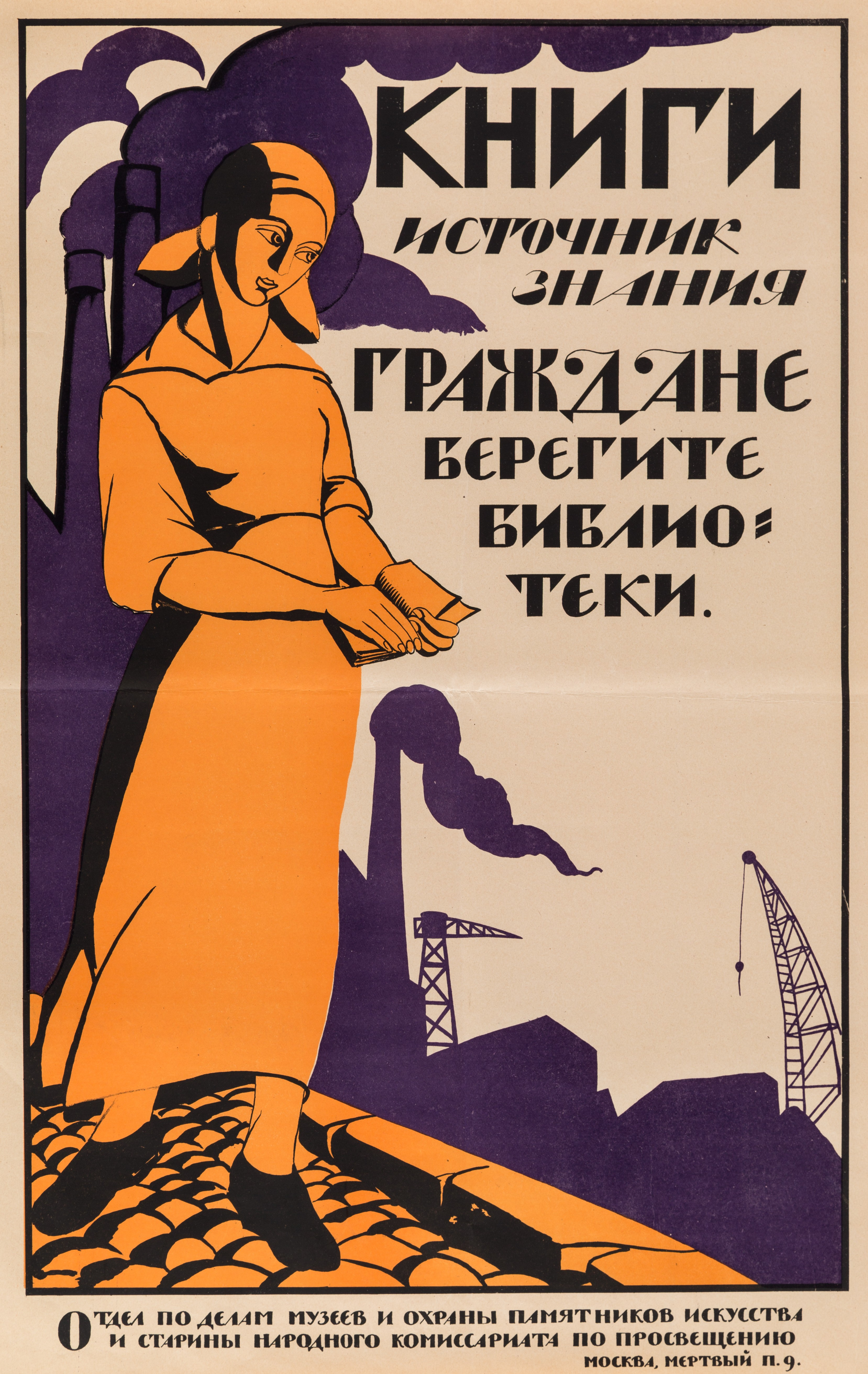
Громадяни ! Бережіть бібліотеки, книги—джерело знань.  1919 рік.
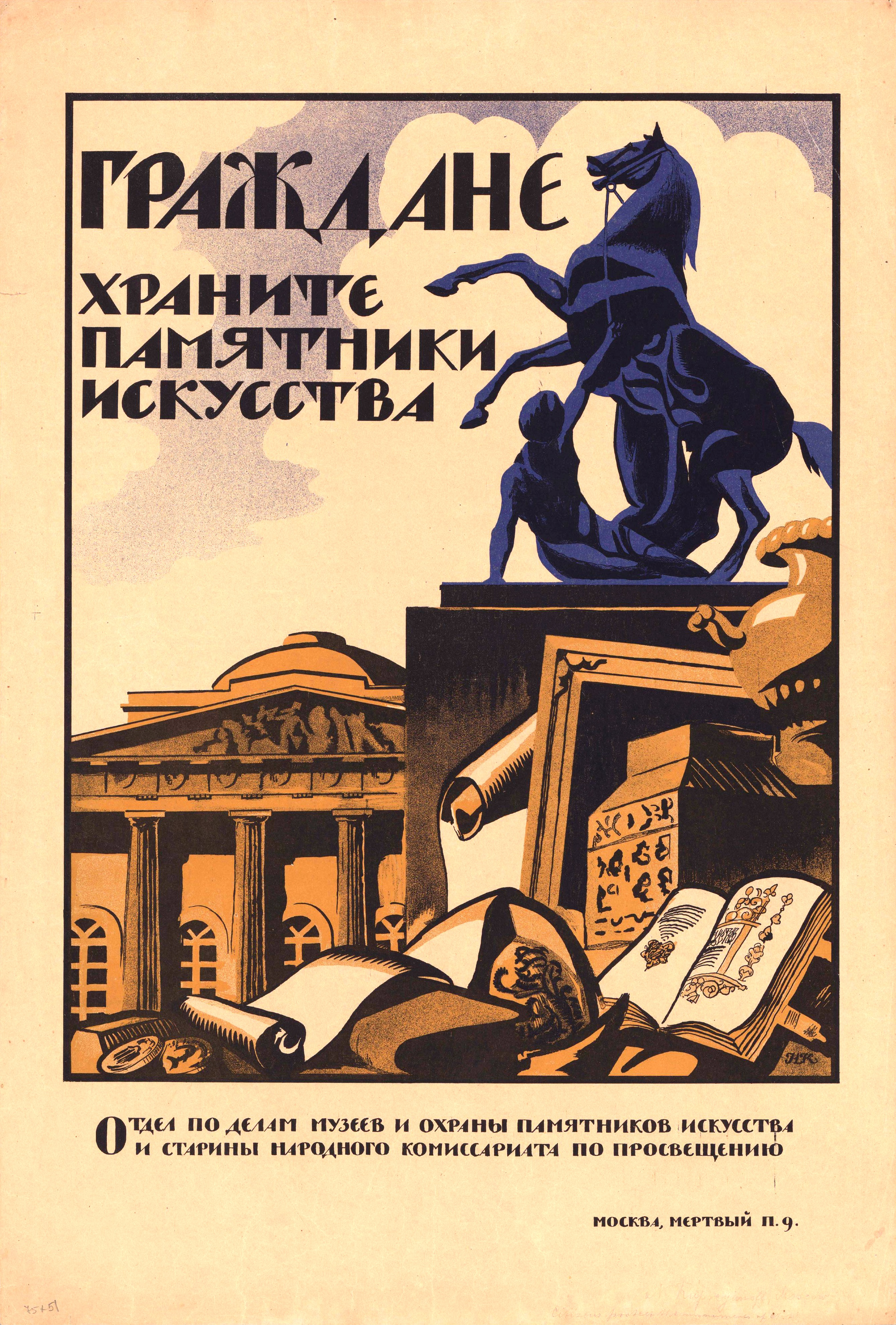
Громадяни ! Бережіть пам'ятки мистецтва, кольоровий друк, 1919 рік.

## Гравюри Купреянова, галерея

«Натюрморт», дереворит, 1920 рік.

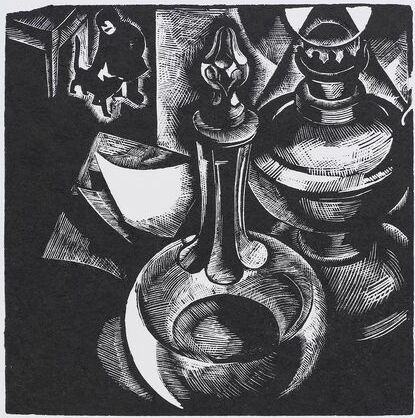
«Натюрморт з дівчинкою і котом на тлі», 1920 рік.

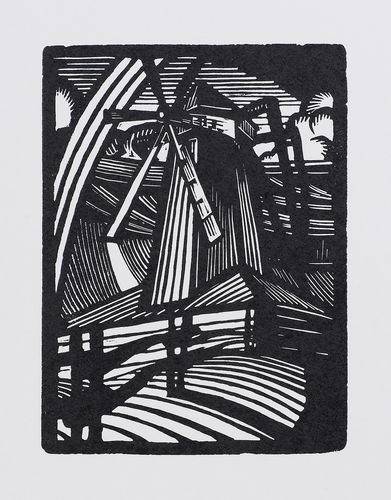
М.М. Купреянов, Вітряк, 1916 р.
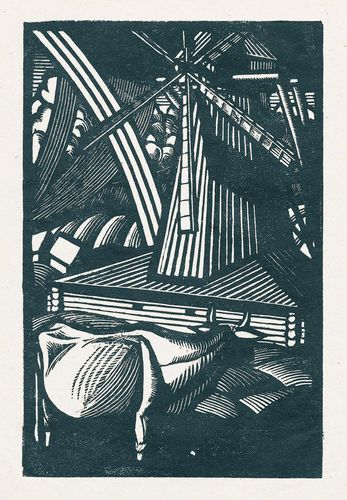
М.М. Купреянов, «Вітряк і корова. Пейзаж з веселкою», 1917 р.
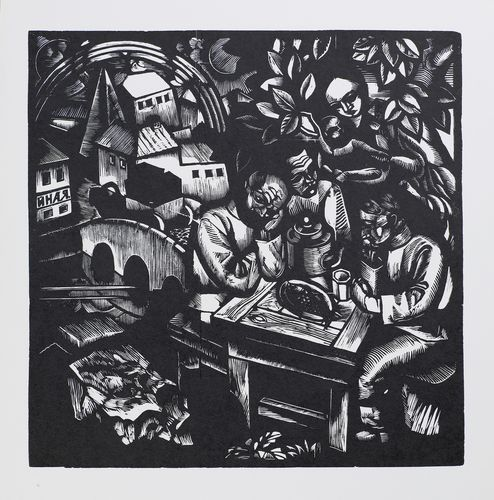
М.М. Купреянов, «Бенкет втрьох», дереворит, 1918 р.
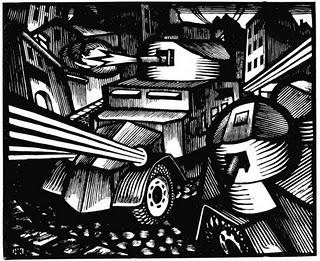
М.М. Купреянов, «Броневик», дереворит, 1918 р.
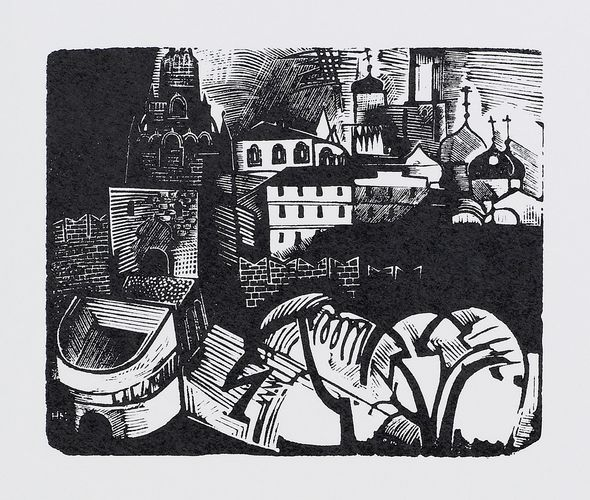
«Троїце-Сергієва лавра», 1921 р.
Екслібрис М.М.Купреянова,  1919 р.
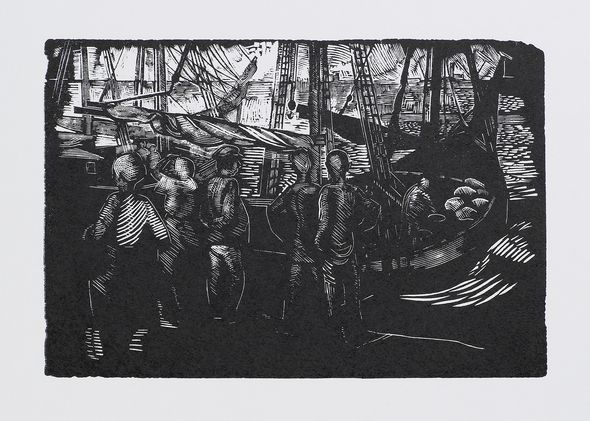
«Завантаження човна», 1924 р.
«Король Гвідон», 1916 р.«Король Гвідон», 1916 р.